# Abilene (Texas)
Abilene is een stad in de Amerikaanse staat Texas en telt 115.930 inwoners. Het is hiermee de 193e stad in de Verenigde Staten (2000). De oppervlakte bedraagt 272,1 km², waarmee het de 61e stad is. De plaats is internationaal bekend vanwege de Abilene-paradox.

## Demografie
Van de bevolking is 12% ouder dan 65 jaar en bestaat voor 26,6% uit eenpersoonshuishoudens. De werkloosheid bedraagt 3,7% (cijfers volkstelling 2000).
Ongeveer 19,4% van de bevolking van Abilene bestaat uit hispanics en latino's, 8,8% is van Afrikaanse oorsprong en 1,3% van Aziatische oorsprong.
Het aantal inwoners steeg van 106.925 in 1990 naar 115.930 in 2000.

## Klimaat
In januari is de gemiddelde temperatuur 6,0 °C, in juli is dat 28,9 °C. Jaarlijks valt er gemiddeld 619,8 mm neerslag (gegevens op basis van de meetperiode 1961-1990).

## Economie
De economie van Abilene was oorspronkelijk afhankelijk van de veehouderij en de landbouwsector. De plaats was in 1881 opgericht en was een verzamelplaats voor vee dat via de spoorweg werd afgevoerd.
Deze economische basis is verbreed met diverse overheidsactiviteiten, waaronder onderwijs en de gezondheidszorg, en de industrie. Op 10 kilometer ten zuidwesten van de plaats ligt Dyess Air Force Base. De basis werd in 1942 opgericht en is de grootste werkgever in de regio. De basis wordt gebruikt door de 7th Bomb Wing die is uitgerust met B-1B Lancer bommenwerpers en 317th Airlift Wing die met C-130 Hercules militaire transportvliegtuigen werkt.
In juni 2024 begon de bouw van een groot AI centrum. SoftBank en OpenAI zijn de twee belangrijkste partners voor dit zogenaamde Stargate project. Het is een miljarden investering in gebouwen en computerapparatuur waarop de programma's draaien. Vanwege het hoge energieverbruik is een nieuwe gasgestookte elektriciteitscentrale noodzakelijk. 

## Geboren in Abilene
- Sarah Weddington (1945-2021), advocate en hoogleraar
- Deirdre Lovejoy (1962), actrice
- Guy Penrod (1963), gospelzanger
- Jessica Simpson (1980), zangeres en actrice

woonachtig
- Karen Witemeyer, schrijfster van historische romans

## Plaatsen in de nabije omgeving
De onderstaande figuur toont nabijgelegen plaatsen in een straal van 20 km rond Abilene.